# 韋爾特曼島
66°58′S 67°44′W / 66.967°S 67.733°W
韋爾特曼島（英語：Weertman Island），是南極洲的島嶼，位於葛拉漢地西岸的盧貝海岸，處於哈努斯灣，屬於貝內特群島的一部分，根據美國探險隊拍攝的空中照片被繪入地圖，現時由南極條約體系管理。